# Salmo 132
Il salmo 132 (131 secondo la numerazione greca) costituisce il centotrentaduesimo capitolo del Libro dei salmi.
Si tratta del salmo delle liturgie processionali dell'Arca dell'alleanza, simbolo del passaggio di Dio in mezzo al popolo eletto, che invitava a entrare nel Santuario (Santa sanctorum) alla presenza del Signore. 
È tradizionalmente attribuito al re Davide. Ciò è quanto afferma san Paolo citando Salmi 132:11 in Atti 2:30, dove afferma che al patriarca Dio «aveva giurato solennemente di far sedere sul suo trono un suo discendente»  e che Davide profetizzò la Resurrezione di Cristo in Salmo 16:10-11.